# Thủy quân lục chiến Lục địa
Thủy quân lục chiến Lục địa (Continental Marines) là lực lượng thủy quân lục chiến của các thuộc địa Mỹ trong thời Chiến tranh Cách mạng Mỹ. Thủy quân lục chiến Lục địa được Quốc hội Lục địa thành lập vào ngày 10 tháng 11 năm 1775 và bị giải thể vào năm 1783. Sứ mệnh của họ là đa mục đích nhưng nhiệm vụ quan trọng nhất là phục vụ trong vai trò lực lượng an ninh trên các chiến thuyền để bảo vệ thuyền trưởng và các sĩ quan của chiến thuyền. Trong khi đụng độ với chiến thuyền địch, các binh sĩ bắn xẻ của Thủy quân lục chiến được giao vị trí phía trên đỉnh các cột buồm thuyền để bắn tỉa các sĩ quan, những người giữ các ụ súng và những người cầm lái thuyền của đối phương.
Tổng cộng có 131 sĩ quan Thủy quân lục chiến thuộc địa và không hơn 2.000 binh sĩ Thủy quân lục chiến thuộc địa tính đến ngày bị giải thể. Tuy sau đó có những binh sĩ thủy quân lục chiến được tuyển mộ cho một ít chiến thuyền Mỹ sau này nhưng tổ chức thủy quân lục chiến vẫn chưa được thành lập mãi cho đến năm 1798. Tuy có khoảng thời gian trống giữa lúc giải thể Thủy quân lục chiến Lục địa đến ngày thành lập tổ chức hiện tại, Thủy quân lục chiến Hoa Kỳ vẫn mừng ngày 10 tháng 11 năm 1775 như ngày sinh nhật của mình.

## Lịch sử
Theo Đạo luật Thủy quân lục chiến Lục địa năm 1775, Đệ nhị Quốc hội Lục địa ra sắc lệnh: rằng hai tiểu đoàn Thủy quân lục chiến cần được tuyển mộ gồm có một đại tá, hai trung tá, hai thiếu tá và các sĩ quan khác như thường thấy trong các trung đoàn khác; rằng các tiểu đoàn này gồm có một số quân nhân cấp binh nhất và binh nhì ngang bằng với các tiểu đoàn khác, rằng cần phải cẩn trọng là không một ai được bổ nhiệm vào các chức vụ hay được tuyển mộ vào các tiểu đoàn nói trên mà không là những người đi biển giỏi, hay quen với các công việc trên biển để có thể phục vụ trong thời gian chiến tranh hiện nay giữa Vương quốc Anh và các thuộc địa; trừ khi bị Quốc hội loại bỏ; rằng hai tiểu đoàn này có tên riêng biệt là đệ nhất và đệ nhị tiểu đoàn Thủy quân lục chiến.
Hai tiểu đoàn này ban đầu được dự định lấy từ lục quân của George Washington cho cuộc xâm nhập đã được hoạch định vào thành phố Halifax, Nova Scotia, điểm tiếp vận và tiếp viện chính của Anh. Thực tế chỉ có một tiểu đoàn được thành lập vào tháng 12 với 5 đại đội và tổng quân số khoảng 300 người. Các kế hoạch thành lập tiểu đoàn thứ hai bị đình chỉ vô thời hạn sau khi một số trung đoàn chân đất và kị binh của Anh được hậu thuẫn bởi 3.000 lính đánh thuê Hessian đổ bộ lên Nova Scotia khiến cho kế hoạch tấn công thủy bộ không thể thực hiện. Washington có vẽ như bị miễn cưỡng hỗ trợ Thủy quân lục chiến, và thay vào đó ông đã đề nghị rằng các binh sĩ Thủy quân lục chiến nên được tuyển mộ từ New York hay Philadelphia.
Tham mưu trưởng đầu tiên và duy nhất của Thủy quân lục chiến Lục địa là đại úy Samuel Nicholas, được ủy nhiệm vào ngày 28 tháng 11 năm 1775; và trại quân đầu tiên của Thủy quân lục chiến Lục địa được đặt tại Philadelphia. Mặc dù truyền thuyết cho rằng trạm tuyển mộ đầu tiên của Thủy quân lục chiến Lục địa là ở quán rượu Tun, sử gia Edwin Simmons phỏng đoán rằng có khả năng hơn là ở Conestoga Waggon, một quán rượu của gia đình Nicholas. Sau này Robert Mullen có mẹ là chủ quán rượu Tun nhận được ủy nhiệm với cấp bậc là đại úy vào tháng 6 năm 1776 và rất có thể đã dùng quán rượu này làm nơi chiêu mộ binh sĩ của ông.
Bốn đại đội an ninh Thủy quân lục chiến nữa được tuyển mộ và giúp George Washington phòng thủ Philadelphia.

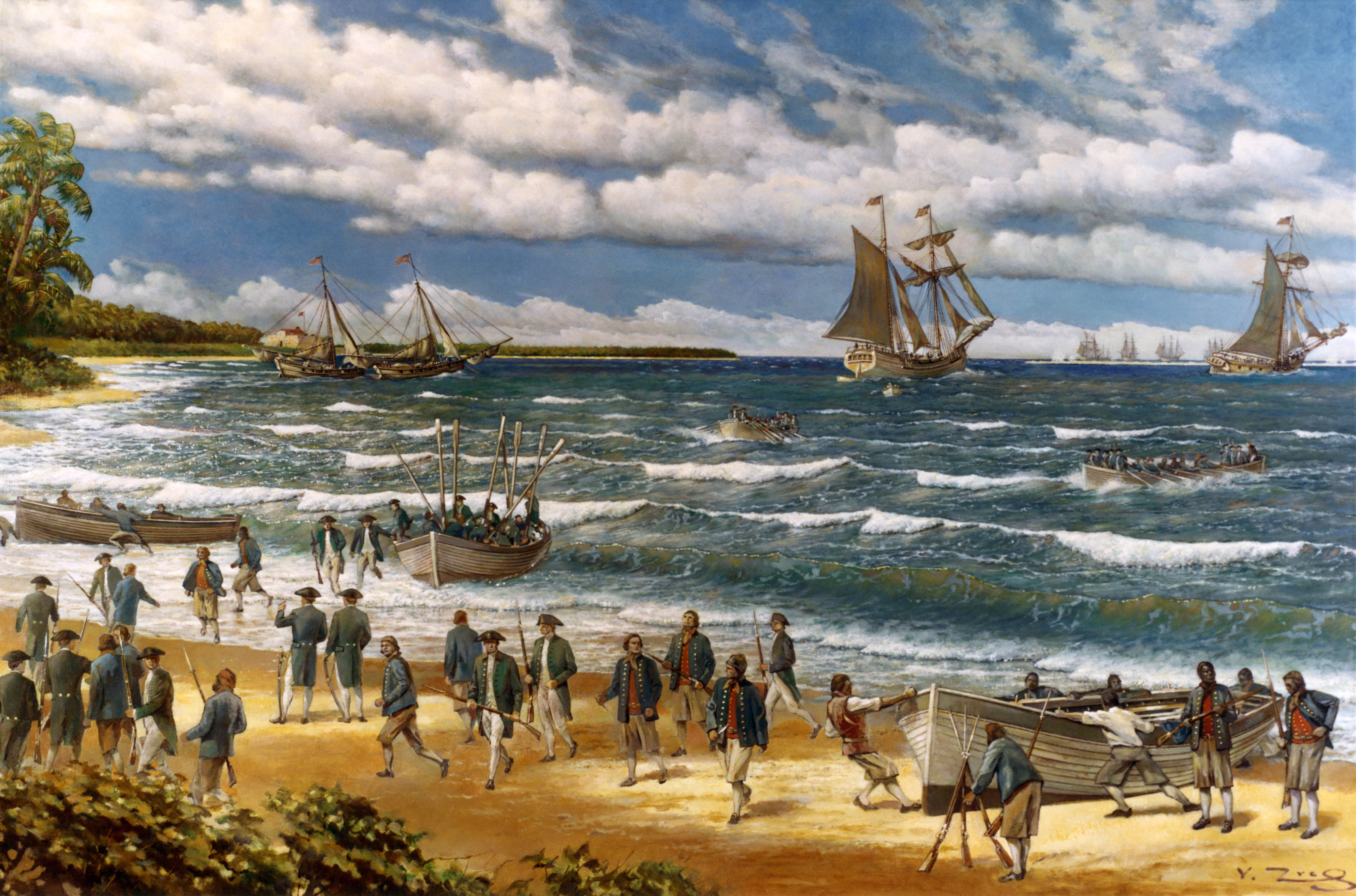
Thủy quân lục chiến Lục địa đổ bộ tại New Providence trong trận Nassau

Thủy quân lục chiến được dùng để tiến hành các cuộc đổ bộ từ biển và tập kích trong suốt thời Chiến tranh Cách mạng Mỹ. Họ nhập cuộc với đệ nhất hải đoàn Hải quân Lục địa của chuẩn tướng Esek Hopkins trong chuyến hành trình đầu tiên của hải đoàn trong vùng Caribbe. Họ đổ bộ hai lần lên Nassau, Bahamas, để chiếm các nhà kho hải quân của người Anh. Cuộc đổ bộ đầu tiên, được gọi là trận Nassau, do đại úy Samuel Nicholas chỉ huy gồm có 250 thủy quân lục chiến và thủy thủ đổ bộ lên New Providence và hành quân đến thị trấn Nassau. Ở đó, họ gây nhiều thiệt hại và chiếm được các kho quân dụng hải quân gồm có trái pháo và súng đại bác nhưng không chiếm được bất cứ thuốc nổ nào mà họ thật sự rất cần đến. Cuộc đổ bộ lần thứ hai do trung úy Trevet chỉ huy được thực hiện vào ban đêm và chiếm được một số chiến thuyền cùng với các nhà kho hải quân. Trong lúc quay trở về Rhode Island, hải đoàn chiếm được bốn tàu nhỏ. Cuối cùng hải đoàn về đến nơi vào ngày 8 tháng 4 năm 1776 với con số thương vong là 7 binh sĩ thủy quân lục chiến chết và 4 bị thương. Mặc dù Hopkins bị khiển trách vì bất tuân thượng lệnh nhưng Nicholas được thăng chức lên thiếu tá ngày 25 tháng 6 và được giao nhiệm vụ tuyển mộ 4 đại đội thủy quân lục chiến mới cho 4 chiến thuyền mới lúc đó đang được đóng.
Tháng 12 năm 1776, thủy quân lục chiến nhận nhiệm vụ gia nhập vào lục quân của Washington tại Trenton để làm chậm bước tiến của người Anh đang tiến về phía nam ngang qua New Jersey. Không biết phải làm gì với thủy quân lục chiến, Washington đã đưa các binh sĩ thủy quân lục chiến vào một lữ đoàn dân quân của Philadelphia. Mặc dù họ không thể đến đúng lúc để có thể tạo ra ảnh hưởng có ý nghĩa với trận Trenton nhưng họ đã hỗ trợ vẫn đến chiến thắng có ý nghĩa quyết định của người Mỹ tại trận Princeton.
Thủy quân lục chiến Lục địa đổ bộ và chiếm được đảo Nautilus và bán đảo Majabagaduce trong cuộc viễn chinh Penobscot nhưng rút lui với thiệt hại nặng nề khi lực lượng của thiếu tướng hải quân Dudley Saltonstall không chiếm được đồn lân cận. Một nhóm binh sĩ dưới quyền của đại tá hải quân James Willing rời Pittsburgh, hành trình xuống dòng sông Ohio và sông Mississippi, chiếm được một chiến thuyền. Họ kết hợp với các binh sĩ Thủy quân lục chiến Lục địa khác được tàu đưa từ vịnh Mexico đến cùng tham gia tập kích lực lượng trung thành với Anh trên bờ hồ Ponchartrain. Hành động chính thức cuối cùng của Thủy quân lục chiến Lục địa là hộ tống một chuyến hàng chở những đồng tiền bằng bạc mà Louis XVI của Pháp cho vay từ thành phố Boston đến Philadelphia để có thể khai trương Ngân hàng Bắc Mỹ.
Đến cuối cuộc cách mạng vào năm 1783, cả Thủy quân lục chiến Lục địa và Hải quân Lục địa đều bị giải thể vào tháng 4. Mặc dù các cá nhân thủy quân lục chiến vẫn còn ở lại trên một số ít chiến thuyền hải quân Mỹ còn lại nhưng binh sĩ cuối cùng của Thủy quân lục chiến Lục địa bị giải ngũ vào tháng 9. Tổng cộng có khoảng 131 sĩ quan và không hơn 2.000 binh sĩ Thủy quân lục chiến Lục địa. Tuy các cá nhân Thủy quân lục chiến được tuyển mộ cho một ít chiến thuyền hải quân Mỹ nhưng tổ chức thủy quân lục chiến vẫn không được tái thành lập cho đến năm 1798. Cho dù có một khoảng trống thời gian từ giải thể Thủy quân lục chiến Lục địa và thành lập Thủy quân lục chiến Hoa Kỳ, các binh sĩ Thủy quân lục chiến Hoa Kỳ trên khắp thế giới đều kỷ niệm ngày 10 tháng 11 năm 1775 như ngày sinh nhật chính thức của tổ chức Thủy quân lục chiến Hoa Kỳ.

## Quân phục
Ngày 5 tháng 9 năm 1776, Ủy ban Hải quân công bố quy định về quân phục cho Thủy quân lục chiến Lục địa với chi tiết là áo màu xanh lá và có những phần phụ màu trắng như ve áo, viền áo, cổ áo. Cổ áo cao bằng da để bảo vệ chống đao kiếm chém và giữ cho đầu của 1 người thẳng lên. Kỷ niệm về quân phục này được lưu truyền bằng tên lóng "Leatherneck" (cổ da) cũng như cổ áo cao trên đồng phục Thủy quân lục chiến Hoa Kỳ ngày nay. Tuy truyền thuyết cho rằng màu xanh lá cây có liên quan đến màu truyền thống của các xạ thủ bắn tỉa nhưng các quân nhân Thủy quân lục chiến Thuộc địa Bắc Mỹ lại mang súng hỏa mai. Có khả năng hơn và đơn giản hơn là vì vải xanh lá có rất nhiều tại Philadelphia, và màu xanh lá có thể phân biệt được giữa Thủy quân lục chiến với màu đỏ của quân Anh hay mày xanh biển của Lục quân Lục địa và Hải quân Lục địa. Hơn nữa, câu lạc bộ săn bắn của Sam Nicholas cũng mang đồng phục màu xanh lá và vì thế ông đã đề nghị với ủy ban chọn màu xanh lá.